# Limeum angustifolium
Limeum angustifolium är en tvåhjärtbladig växtart som beskrevs av Bernard Verdcourt. Limeum angustifolium ingår i släktet Limeum och familjen Limeaceae. Inga underarter finns listade i Catalogue of Life.